# أنجيلو ايسبوسيتو (لاعب اتحاد الرغبي)
أنجيلو ايسبوسيتو (بالإيطالية: Angelo Esposito)‏ هو لاعب اتحاد الرغبي إيطالي، ولد في 14 يونيو 1993 في كاسندرينو في إيطاليا.

## وصلات خارجية
- أنجيلو ايسبوسيتو عل موقع إسبنسكروم (الإنجليزية)
- أنجيلو ايسبوسيتو على موقع ItsRugby.co.uk (الإنجليزية)
- أنجيلو ايسبوسيتو على موقع CONI honoured athlete website (الإيطالية)